# 久保田傑
久保田 傑（くぼた すぐる）は神奈川県出身の映画プロデューサー。日本映画学校（現・日本映画大学）卒業。オフィス・シロウズ所属。

## 略歴
日本映画学校在学中に書いたシナリオ『福本耕平かく走りき』で、新人シナリオコンクール・第16回城戸賞入選。
卒業後、同作で監督デビュー。以後、映画監督、脚本家、プロデューサーとして活躍。　

## 主な担当作品

### 映画
プロデューサー
- 『コンサート』（2002年）
- 『笑う蛙』（2002年）
- 『ごめん』（2002年）
- 『ホテル・ハイビスカス』（2003年）
- 『スクラップ・ヘブン』（2005年）
- 『コワイ女　カタカタ』（2006年）
- 『ルート225』（2006年）
- 『フリージア』（2007年）
- 『やじきた道中 てれすこ』（2007年）
- 『みんな、はじめはコドモだった　「タガタメ」』（2008年）
- 『真夏の夜の夢』（2009年）
- 『嘘つきみーくんと壊れたまーちゃん』（2010年）
- 『許されざる者』（2013年）
- 『嘘を愛する女』（2018年）

アソシエイトプロデューサー
- 『国宝』（2025年）

助監督
- 『うなぎ』（1997年）

監督
- 『福本耕平かく走りき』（1992年）

脚本
- 『福本耕平かく走りき』（1992年）
- 『強奸監禁医院』（1997年）
- 『強奸監禁山荘』（1997年）
- 『暴行監禁令嬢』（1998年）
- 『ヒロイン! なにわボンバーズ』（1998年）
- 『絵里に首ったけ』（2000年）

### テレビ
- BS-i『最悪』（制作・2001年）
- BS-i『コンセント』（プロデューサー・2001年）
- NHK『Shrink-精神科医ヨワイ-』（プロデューサー・2024年）

## 賞歴
- 第16回城戸賞入選